# Henri Regnault

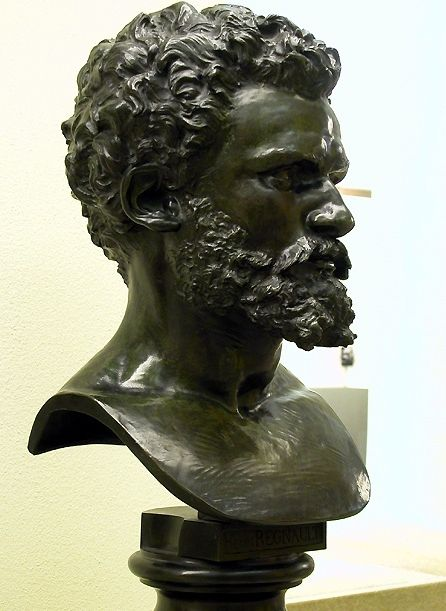
Louis-Ernest Barrias: Henri Regnault

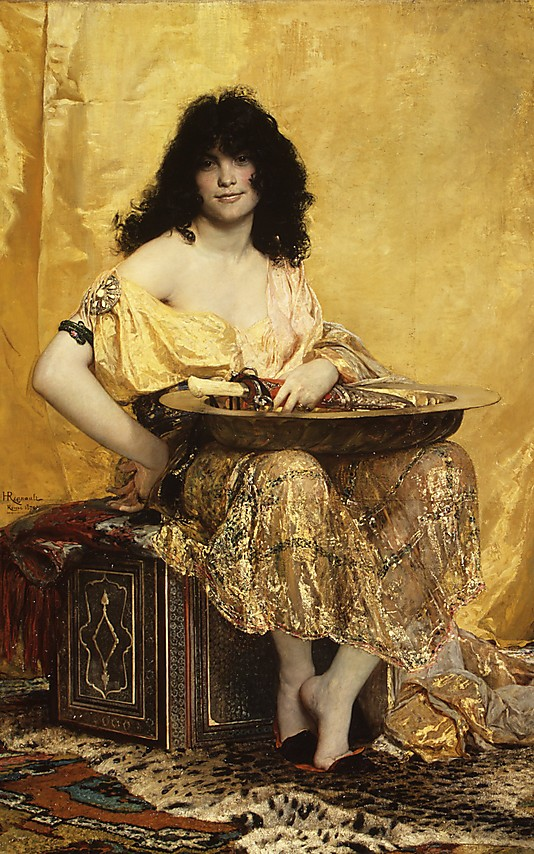
Salome, 1870

Alexandre-Georges-Henri Regnault (ur. 31 października 1843 w Paryżu, zm. 19 stycznia 1871 w Rueil-Malmaison), francuski malarz orientalista.
Syn wybitnego chemika Victora Regnaulta, studiował w Paryżu pod kierunkiem Alexandre Cabanela. W 1863 otrzymał nagrodę Prix de Rome i wyjechał do Włoch. Nie dotrwał jednak do końca stypendium i przeniósł się do Hiszpanii, gdzie był świadkiem przewrotu w 1868. Krótko przebywał również w Afryce Północnej, obrazy wysyłał do paryskiego Salonu. Po wybuchu wojny francusko-pruskiej, powrócił do Francji i na ochotnika wstąpił do wojska. Poległ w jednej z ostatnich bitew kampanii (pod Buzenfal), miał wówczas 28 lat.
W czasie krótkiej kariery Henri Regnault dał się poznać jako obiecujący orientalista. Z czasu pobytu w Hiszpanii pochodzą jego najlepsze prace, wyróżniające się wyszukaną kolorystyką i egzotyką.

## Wybrane prace
- Portrait de Jean-Baptiste Biot (1774-1862), 1862,
- Portrait de Mme Fouques-Duparc, 1867,
- Nature morte, 1867,
- Portrait de Mme Louvancour, belle-mère de M. Arthur Duparc,
- Jeune Portefaix à Malte, 1867,
- Automédon ramenant les coursiers d'Achille des bords du Scamandre, 1868,
- Portrait du Général Joan Prim, 1868, (Luwr)
- La Comtesse De Barck, Habillée en Espagnole, 1869,
- Exécution sans jugement sous les roi maures de Grenade, 1870,
- Salomé, 1870,